# Avril 1967

## Évènements
- Avril à octobre : Expo 67 à Montréal. Le parc d'attractions La Ronde ouvre en même temps.
- Découverte de diamants à Orapa, au Botswana[1].
- Cambodge : révoltes paysannes de Samlaut[2] (province de Battambang)
  - Malgré le soutien de la France, les difficultés croissent au Cambodge : révoltes paysannes de Samlaut, opposition des réactionnaires, maquis Vietnamiens attirant les bombardements américains.
- La Syrie réplique aux opérations de représailles israéliennes contre les commandos palestiniens en bombardant les implantations israéliennes de la frontière. Le 7 avril : Israël lance un raid dans la région du lac de Tibériade, détruisant une partie de l’aviation syrienne et détruisant le plan de dérivation des sources du Jourdain. Les Israéliens menacent Damas et concentrent des forces à la frontière syrienne (mai).
- 1er avril : Mario Andretti et Bruce McLaren remportent les 12 heures de Sebring au volant d'une Ford GT40 Mk IV.
- 3 avril : discours de Martin Luther King : I've been to the mountaintop[3].
- 5 avril : le nouveau Premier ministre des Pays-Bas, Piet de Jong, entre en fonction.
- 7 avril :
  - France : premier vol de l'hélicoptère Aérospatiale Gazelle SA 340 ;
  - France : livraison du premier lingot d'uranium très enrichi (90 %) de l'usine de Pierrelatte.
- 8 avril, France : nomination du nouveau gouvernement Pompidou. Le futur président Jacques Chirac devient secrétaire d’État chargé de l’Emploi.
- 13 avril, France : mise en place du « plan Calcul ».
- 17 avril : l'Ordre du Canada est institué pour reconnaître les canadiens méritants dans leur secteur d'activité.
- 21 avril : duel politique à l'épée entre Gaston Defferre et René Ribière après une altercation entre les deux hommes dans l'hémicycle de l'Assemblée nationale[4], combat toujours considéré comme « le dernier duel pour l'honneur en France »[5].
- 21 avril : coup d’État militaire et prise du pouvoir par les « colonels » en Grèce (fin en 1974).
- 26 avril, France : le Conseil des ministres demande l'autorisation à l'Assemblée de gouverner par ordonnance, démission d'Edgard Pisani.
- 27 avril - 29 octobre : exposition universelle Terre des Hommes de Montréal. Pour accueillir 50 300 000 visiteurs, Montréal réaménage les voies du réseau routier de la région métropolitaine et crée de toutes pièces l’île Notre-Dame.
- 28 avril : création de la société aéronautique McDonnell-Douglas.

## Naissances
- 4 avril : Frédéric Lopez, animateur et producteur de télévision et animateur de radio français.
- 5 avril : Gary Gait, joueur et entraîneur de crosse.
- 10 avril : Marty Walsh (homme politique), homme politique américain, Secrétaire au Travail des États-Unis d'Amérique depuis 2021.
- 20 avril : Mike Portnoy, batteur du groupe de metal progressif Dream Theater.
- 22 avril : Cécile Nowak, judoka française, championne du monde en 1991 et championne olympique en 1992.
- 23 avril : Rhéal Cormier, joueur de baseball.
- 26 avril : Glen Jacobs, catcheur américain de la World Wrestling Entertainment.
- 27 avril : Willem-Alexander prince héritier des Pays-Bas.
- 28 avril : Kari Wuhrer, actrice américaine.
- 29 avril : Curtis Joseph, gardien de but de hockey.

## Décès
- 10 avril : Jean-Claude Rolland, acteur français (° 1931).
- 15 avril : Totò, acteur de cinéma et chanteur italien (° 1898, 69 ans).
- 19 avril : Konrad Adenauer, chancelier allemand (° 1876).
- 24 avril : Vladimir Komarov, cosmonaute soviétique (°16 mars 1927), mort à bord de Soyouz 1.
- 26 avril : Pilar Jorge de Tella, féministe cubaine (° 24 août 1884).